# Ostilità franco-tedesca
Il termine ostilità franco-tedesca designa l'insieme dei conflitti politici e militari tra la Francia e i suoi vicini orientali, i diversi Stati tedeschi succedutisi nei secoli. Molti degli eventi legati a questa ostilità esercitarono una decisiva influenza nella storia europea e mondiale, contribuendo allo scoppio delle due guerre mondiali.

## Contesto storico
Francia e Germania possono cominciare a tracciare insieme la loro storia come regni indipendenti alla divisione del Sacro Romano Impero nel trattato di Verdun dell'843. Le ambizioni al potere imperiale e la lotta per la leadership sull'Europa occidentale furono l'oggetto delle continue frizioni tra la Francia e gli stati Tedeschi durante tutto il Medioevo e il primo rinascimento.

## Rivalità franco-asburgica
La successione di eventi iniziata nel 1516 con la rivalità franco-asburgica tra il regno di Francia e la Casa degli Asburgo (sovrani del Sacro Romano Impero e, per matrimonio, della Spagna), portò sempre più a una dicotomia tra potere francese e potere asburgico. L'imperatore Carlo V portò alla vittoria gli Asburgo in due guerre. Seguì poi la Guerra dei Trent'anni, la quale lasciò gran parte della Germania meridionale devastata, una situazione che andò a vantaggio della Francia, che sfruttò l'occasione per espandere i suoi confini, annettendo l'Alsazia e Strasburgo. Questi territori furono contesi poi nelle guerre di Luigi XIV, attraverso le quali la Francia si espanse nelle Fiandre. Come risultato di questa aggressione, furono formate la Lega d'Asburgo e poi la Grande Alleanza internazionale per difendere il Palatinato da una possibile aggressione francese.
Nei due secoli successivi, la politica francese operò costantemente per mantenere accese le rivalità tra i vari piccoli Stati tedeschi, al fine di mantenerli divisi e facilmente controllabili.

## Ostilità franco-prussiana
La nascita di una nuova potenza tedesca, la Prussia, costrinse l'Austria ad allearsi con la Francia nella guerra dei sette anni.
Nelle guerre rivoluzionarie francesi e nelle guerre napoleoniche i governanti di Prussia e Austria combatterono ora non solo contro un solo monarca, ma contro un intero popolo, cosa che portò la guerra a raggiungere nuovi livelli.
Napoleone mise fine al  Sacro Romano Impero nei primi anni del XIX secolo, creando una nuova mappa politica degli stati tedeschi, i quali erano ancora divisi. Le guerre, combattute di solito in Germania, e con tedeschi schierati da ambo le parti, come nella battaglia di Lipsia, segnò anche l'inizio di quella che venne esplicitamente definita "inimicizia franco-tedesca ereditaria".

## Ostilità franco-tedesca
Durante la prima metà del XIX secolo, molti tedeschi speravano nell'unificazione degli stati tedeschi, sebbene alcuni governanti tedeschi e molte potenze straniere si opponessero a tale processo.
Nel 1840, per distogliere l'attenzione da altri problemi, illustri francesi quali Victor Hugo e Adolphe Thiers rivendicarono come la Francia avrebbe dovuto far sua la sponda sinistra del Reno, sebbene entrambe le sponde fossero da sempre abitate da popolazioni germaniche. Questa crisi del Reno (Rheinkrise) fece nascere alcuni canti come Das Lied der Deutschen e Die Wacht am Rhein, che esprimevano i sentimenti difensivi tedeschi del tempo.
Ironicamente l'unificazione della Germania fu provocata dalla Francia stessa, con la dichiarazione della guerra franco-prussiana nel 1870 e con la successiva e rapida sconfitta di Napoleone III. Tuttavia, la popolazione francese portò avanti la guerra per diversi mesi, includendo anche la guerriglia da parte dei franchi tiratori, combattendo al di fuori delle leggi di guerra.
Dopo il 1945 francesi e tedeschi finalmente interruppero 400 anni nei quali, quasi senza sosta, avevano combattuto aspramente l'uno contro l'altro e trasformarono l'antica ostilità reciproca nell'amicizia franco-tedesca, che ha contribuito alla formazione dell'Unione europea.

## Lista degli eventi
- 1214 - Battaglia di Bouvines
- 1521 - Guerre di Carlo V
- 1618 - Guerra dei trent'anni
- 1688 - Guerra della Grande Alleanza
- 1718 - Guerra della Quadruplice Alleanza
- 1701 - Guerra di successione spagnola
- 1740 - Guerra di successione austriaca
- 1756 - Guerra dei sette anni
- 1792 - Guerre rivoluzionarie francesi
- 1799 - Guerre napoleoniche
- 1840 - Crisi del Reno
- 1870 - Guerra franco-prussiana
- 1914 - Prima guerra mondiale
- 1939 - Seconda guerra mondiale